# Yalınbudak, Akçadağ
Yalınbudak là một xã thuộc huyện Akçadağ, tỉnh Malatya, Thổ Nhĩ Kỳ. Dân số thời điểm năm 2011 là 34 người.